# مسجد المجاهدين (أسيوط)

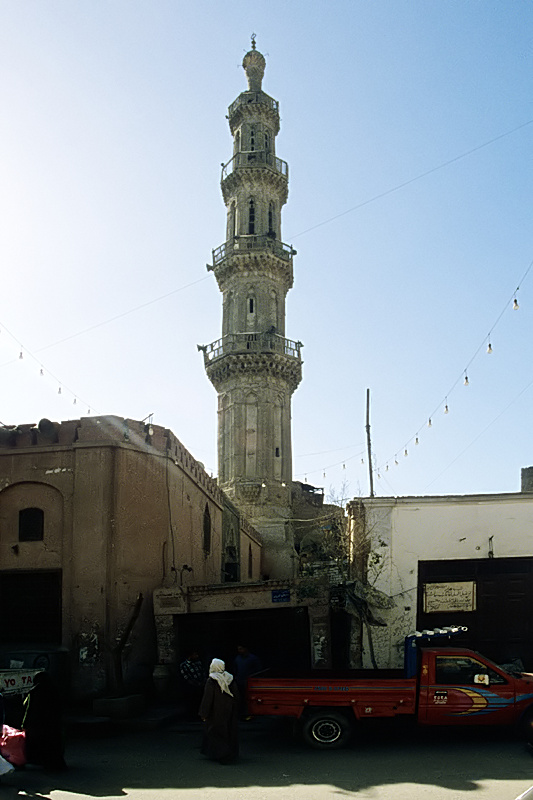

مسجد المجاهدين (1120هجرية / 1708م) ، هو أحد المساجد التي انشئت في عصر الدولة العثمانية في مصر ، يقع ب محافظة أسيوط.

## وصفه
تهدم معظم المسجد القديم ولم يبق منه غير مدخله المبنى من الطوب . ومبنى المئذنة مكون من أربعة طوابق وهو خارج عن سمت المسجد.

## روابط خارجية
- آثار القاهرة الإسلامية نسخة محفوظة 31 مايو 2014 على موقع واي باك مشين.